# Слатинська селищна рада
Слатинська се́лищна ра́да — адміністративно-територіальна одиниця та орган місцевого самоврядування в Дергачівському районі Харківської області. Адміністративний центр — селище міського типу Слатине.

## Загальні відомості
- Слатинська селищна рада утворена в 1957 році.
- Територія ради: 73,92 км²
- Населення ради: 6 836 осіб (станом на 2001 рік)

## Населені пункти
Селищній раді підпорядковані населені пункти:
- смт Слатине
- с. Солоний Яр

## Склад ради
Рада складається з 30 депутатів та голови.
- Голова ради: Гура Олег Володимирович
- Секретар ради: Шимко Віта Іванівна

### Керівний склад попередніх скликань
| Прізвище, ім'я, по батькові | Основні відомості                                                        | Дата обрання | Дата звільнення |
| --------------------------- | ------------------------------------------------------------------------ | ------------ | --------------- |
| Туренко Олексій Єгорович    | Селищний голова, 1949 року народження, безпартійний                      | 26.03.2006   | 31.10.2010      |
| Гура Олег Володимирович     | Селищний голова, 1975 року народження, освіта вища, член Партії регіонів | 31.10.2010   |                 |

Примітка: таблиця складена за даними сайту Верховної Ради України

### Депутати
За результатами місцевих виборів 2010 року депутатами ради стали:

#### За суб'єктами висування
| Суб'єкт висування            | Кількість обраних депутатів | %    |
| ---------------------------- | --------------------------- | ---- |
| Самовисування                | 21                          | 70   |
| Партія регіонів              | 7                           | 23,3 |
| Комуністична партія України  | 1                           | 3,3  |
| Соціалістична партія України | 1                           | 3,3  |

#### За округами
| № округу                     | Прізвище, ім'я, по батькові       | Дата визнання обраним | Освіта  | Партійна приналежність                        | Відомості про обраного депутата |
| ---------------------------- | --------------------------------- | --------------------- | ------- | --------------------------------------------- | --- |
| Комуністична партія України  |                                   |                       |         |                                               | |
| 8                            | Черкашин Микола Володимирович     | 02.11.2010            | середня | позапартійний                                 | КП «Малоданилівський комунальник», машиніст насосної станції                                                                              |
| Партія регіонів              |                                   |                       |         |                                               | |
| 14                           | Звєрєв Олександр Іванович         | 27.12.2010            | середня | член Партії регіонів                          | Харківський завод електроапаратури, інженер                                                                                               |
| 17                           | Бочарова Наталія Миколаївна       | 02.11.2010            | середня | позапартійна                                  | ТОВ СП «Вікторія ВТ», завідувачка їдальні                                                                                                 |
| 21                           | Соломаха Василь Іванович          | 02.11.2010            | середня | позапартійний                                 | тимчасово не працює |
| 22                           | Ломака Олександр Олександрович    | 02.11.2010            | вища    | позапартійний                                 | ХДЗВА, асистент кафедри анатомії та гістології                                                                                            |
| 23                           | Алексєєко Сергій Олександрович    | 02.11.2010            | вища    | позапартійний                                 | ТОВ СП «Вікторія ВТ», головний зоотехнік                                                                                                  |
| 24                           | Скляренко Олександр Михайлович    | 02.11.2010            | вища    | позапартійний                                 | пенсіонер |
| 26                           | Кавєрзіна Валентина Андріївна     | 02.11.2010            | вища    | член Партії регіонів                          | ТОВ СП «Вікторія ВТ», заступник директора                                                                                                 |
| Соціалістична партія України |                                   |                       |         |                                               | |
| 10                           | Івахненко Валерій Вікторович      | 02.11.2010            | вища    | позапартійний                                 | пенсіонер |
| Самовисування                |                                   |                       |         |                                               | |
| 1                            | Байбакова Ніна Прокопівна         | 02.11.2010            | вища    | позапартійна                                  | Харківський обласний комітет профспілки, голова                                                                                           |
| 2                            | Панченко Володимир Тимофійович    | 02.11.2010            | вища    | член Партії регіонів                          | Слатинська медична амбулаторія загальної практики сімейної медицини, головний лікар                                                       |
| 3                            | Саєнко Ніна Віталіївна            | 02.11.2010            | середня | позапартійна                                  | Слатинська селищна рада, касир |
| 4                            | Зубрич Ігор Миколайович           | 02.11.2010            | вища    | член Всеукраїнського об'єднання «Батьківщина» | ДНЗ"Харківський обласний навчальний центр підготовки, перепідготовки та підвищення кваліфікації кадрів АПК", майстер виробничого навчання |
| 5                            | Щербак Віра Іванівна              | 02.11.2010            | вища    | позапартійна                                  | Слатинська селищна рада, інспектор ВОС |
| 6                            | Лавров Сергій Миколайович         | 02.11.2010            | середня | позапартійний                                 | СТГО «Південна залізниця», електромонтер                                                                                                  |
| 7                            | Сєрєков Олександр Дмитрович       | 02.11.2010            | середня | позапартійний                                 | приватний підприємець |
| 9                            | Бондаренко Сергій Іванович        | 02.11.2010            | середня | позапартійний                                 | приватний підприємець |
| 11                           | Лупандін Олександр Юрійович       | 02.11.2010            | вища    | позапартійний                                 | тимчасово не працює |
| 12                           | Вакуленко Володимир Олександрович | 02.11.2010            | вища    | позапартійний                                 | Страхова компанія ЗАТ "СК «Мега- Гарант- Життя», головний бухгалтер                                                                       |
| 13                           | Голуб Людмила Матвіївна           | 02.11.2010            | вища    | позапартійна                                  | Слатинська селищна бібліотека, завідувачка                                                                                                |
| 15                           | Крамарчук Ігор Іванович           | 02.11.2010            | середня | позапартійний                                 | тимчасово не працює |
| 16                           | Ревенко Андрій Олексійович        | 02.11.2010            | середня | позапартійний                                 | тимчасово не працює |
| 18                           | Олійник Ірина Олександрівна       | 02.11.2010            | вища    | позапартійна                                  | ООО «Автоарт», асистент менеджера |
| 19                           | Шимко Віта Іванівна               | 02.11.2010            | вища    | позапартійна                                  | Слатинська селищна рада, секретер |
| 20                           | Сергієнко Юрій Сергійович         | 02.11.2010            | середня | позапартійний                                 | тимчасово не працює |
| 25                           | Євдокімова Вікторія Вікторівна    | 02.11.2010            | вища    | член Партії регіонів                          | Слатинський НВК, директор |
| 27                           | Ізотова Любов Андріївна           | 02.11.2010            | вища    | позапартійна                                  | Слатинська медична амбулаторія, лікар стоматолог                                                                                          |
| 28                           | Деркач Федір Миколайович          | 02.11.2010            | середня | позапартійний                                 | пенсіонер |
| 29                           | Гіневська Олена Олександрівна     | 02.11.2010            | середня | позапартійна                                  | Територіальний центр соціального обслуговування Дергачівської РДА, соціальниц працівник                                                   |
| 30                           | Величко Ольга Олексіївна          | 02.11.2010            | середня | позапартійна                                  | Слатинська селищна рада, спеціаліст |